# 1520
| [ Edytuj tabelę ]                 | |
| Król Polski                       | - 1507 Zygmunt I Stary 1548 |
| Współksiążęta Andory              | - 1515 Joan d’Espés 1530 - 1517 Henryk II 1555 |
| Król Anglii                       | - 1509 Henryk VIII 1547 |
| Władca Azteków                    | - 1502 Montezuma II 1520 - 1520 Cuitláhuac 1520 - 1520 Cuauhtémoc 1521 |
| Elektor Brandenburgii             | - 1499 Joachim I Nestor 1535 |
| Książę Bawarii                    | - 1508 Wilhelm IV 1550 - 1516 Ludwik X 1545 |
| Sułtan Brunei                     | - 1473 Bolkiah 1521 |
| Cesarz Chin                       | - 1505 Zhengde 1521 |
| Król Czech                        | - 1516 Ludwik II Jagiellończyk 1526 |
| Król Danii                        | - 1513 Chrystian II 1523 |
| Dalajlama                         | - 1475 Gendun Gjaco 1541 |
| Cesarz Etiopii                    | - 1508 Lybne Dyngyl 1540 |
| Król Francji                      | - 1515 Franciszek I 1547 |
| Król Hiszpanii                    | - 1516 Karol I 1556 |
| Hrabia Holandii                   | - 1515 Karol I Habsburg 1555 |
| Szach Iranu                       | - 1501 Isma’il I 1524 |
| Władca Inków                      | - 1493 Huayna Capac 1527 |
| Lord Irlandii                     | - 1509 Henryk VIII Tudor 1542 |
| Cesarz Japonii                    | - 1500 Go-Kashiwabara 1526 |
| Kalif                             | - 1517 Selim I Groźny 1520 - 1520 Sulejman I 1566 |
| Patriarcha Konstantynopola        | - 1513 Teolept I 1522 |
| Władca Korei                      | - 1506 Chungjong 1544 |
| Wielki książę litewski            | - 1506 Zygmunt I Stary 1548 |
| Sułtan Maroka                     | - 1505 Muhammad al-Burtukali 1524 |
| Senior Monako                     | - 1505 Lucjan 1523 |
| Wielki książę moskiewski          | - 1505 Wasyl III 1533 |
| Król Nawarry                      | - 1516 Henryk II 1555 |
| Król Norwegii                     | - 1513 Chrystian II 1523 |
| Sułtan Omanu                      | - 1500 Muhammad ibn Isma’il 1529 |
| Elektor Palatynatu                | - 1508 Ludwik V 1544 |
| Papież                            | - 1513 Leon X 1521 |
| Król Portugalii                   | - 1495 Manuel I 1521 |
| Cesarz Rzymski (niemiecki)        | - 1519 Karol V Habsburg 1558 |
| Kapitanowie Regenci San Marino    | - 1519 Innocenzo di Menetto Bonelli Francesco di Antonio Belluzzi 1520 - 1520 Antonio di Maurizio Lunardini Marino di Severo 1520 - 1520 Andrea di Bonifazio Francesco di Girolamo 1521 |
| Elektor Saksonii                  | - 1486 Fryderyk I Mądry 1525 |
| Król Szkocji                      | - 1513 Jakub V 1542 |
| Król Szwecji                      | - 1512 Sten Sture Młodszy Svantesson 1520 - 1520 Chrystian II Oldenburg 1521 |
| Król Tajlandii                    | - 1491 Ramathibodi II 1529 |
| Sułtan Turków                     | - 1512 Selim I Groźny 1520 - 1520 Sulejman Wspaniały 1566 |
| Doża Wenecji                      | - 1501 Leonardo Loredano 1521 |
| Król Węgier                       | - 1516 Ludwik II 1526 |
| Cesarz Wietnamu                   | - 1516 Lê Chiêu Tông 1522 |
| Wielki mistrz zakonu krzyżackiego | - 1510 Albrecht Hohenzollern 1525 |

Rok 1520 / MDXX
stulecia: XV wiek ~
XVI wiek ~
XVII wiek

lata: 1510 «
1515 «
1516 «
1517 «
1518 «
1519 «
1520
» 1521
» 1522
» 1523
» 1524
» 1525
» 1530

## Wydarzenia w Polsce
- 7 stycznia – król Zygmunt I Stary wydał przywilej toruński wprowadzający jeden dzień pańszczyzny tygodniowo.
- 10 kwietnia – wojna pruska: wspierający Polskę gdańszczanie podjęli próbę zablokowania Cieśniny Piławskiej, przez którą mogłyby dotrzeć do zakonu posiłki z Rzeszy lub Danii. Operacja polegająca na zatopieniu w cieśninie obciążonych kamieniami statków się jednak nie powiodła. Część jednostek zatonęła przed planowanym miejscem zatopienia, a 7 dalszych zatopili krzyżacy, używając dział ustawionych na brzegu Mierzei Wiślanej.
- 25 maja – wojna pruska: wojska hetmana wielkiego koronnego Mikołaja Firleja zdobyły zamek krzyżacki w Pokarminie (Brandenburgu). Tego samego dnia pierwsze oddziały koronne dotarły pod Królewiec.
- 12 czerwca – wojna pruska: zawarto rozejm w czasie którego rozpoczęły w Toruniu rokowania pokojowe między królem Zygmuntem I Starym a wielkim mistrzem Albrechtem Hohenzollernem. Mimo przedłużenia rozejmu do 4 lipca negocjacje nie przyniosły rezultatu i działania wojenne zostały wznowione.
- lipiec - wojna pruska: wojska krzyżackie atakują będące w sojuszu z Polską Mazowsze i pustoszą ziemię łomżyńską
- 24 lipca – Zygmunt I Stary wydał w Toruniu edykt zakazujący, pod groźbą wygnania i konfiskaty majątku, rozpowszechniania w Polsce pism Marcina Lutra.
- 24 sierpnia - wojna pruska: przegrana wojsk polskich w bitwie pod Reszlem
- 12 października – wojna pruska: wojska krzyżackie zbombardowały Międzyrzecz, zmuszając miasto do kapitulacji.
- październik - wojna pruska: wojska krzyżackie spaliły Skwierzynę, zajęły Tuczno, spaliły Wałcz, Lędyczek i Kamień Krajeński
- 27 października - wojska krzyżackie zajęły bez walki Chojnice
- 26 marca-5 kwietnia – w Piotrkowie obradował sejm[1].
- 3 listopada-7 grudnia – w Bydgoszczy obradował sejm[2].
- 28 listopada – wojna pruska: polskie pospolite ruszenie odbiło Chojnice.
- 4 grudnia – na Sejmie w Bydgoszczy zatwierdzono przywilej toruński.

- Zygmunt I Stary nadał szlachcie przywilej w Bydgoszczy.
- Na sejmie bydgoskim powołano komisję kodyfikacyjna, która opracowała projekt kodyfikacji polskiego prawa procesowego: Formula processus.
- Mikołaj Kopernik wziął udział w poselstwie do wielkiego mistrza krzyżackiego w sprawie zwrotu zagarniętego przez Krzyżaków Braniewa. Ponownie został administratorem dóbr kapituły. Organizował obronę Olsztyna.
- uzyskanie przez szlachtę prawa do wolnej żeglugi po Wiśle

## Wydarzenia na świecie
- 16 kwietnia – początek rebelii Comuneros w Kastylii.
- 29 kwietnia – Podbój Meksyku przez Hiszpanów: miała miejsce bitwa pod Nautla.
- 20 maja – w okupowanej przez Hiszpanów azteckiej stolicy Tenochtitlán, po uzyskaniu informacji o planowanym powstaniu, 400 szlachetnie urodzonych młodzieńców zostało zaatakowanych podczas tańców przez konkwistadorów i ich indiańskich sojuszników. Na skutek rzezi Hiszpanie zostali zmuszeni wycofać się do pałacu Montezumy, gdzie zostali oblężeni przez Indian.
- 7 czerwca – na tzw. „Polu Złotogłowia”, specjalnie wybudowanym, ogromnym obozie reprezentacyjnym pod Balinghem na skraju angielskich posiadłości wokół Calais, rozpoczęło się trwające do 24 czerwca spotkanie króla Anglii Henryka VIII Tudora z królem Francji Franciszkiem I Walezjuszem.
- 15 czerwca – Reformacja: papież Leon X podpisał bullę Exsurge Domine, skierowaną przeciw Marcinowi Lutrowi i grożącą mu ekskomuniką.
- 30 czerwca – podbój Meksyku przez Hiszpanów: klęska Hiszpanów pod Tenochtitlán, znana jako Tragiczna Noc.
- 30 września - w Pałacu Topkapi w stolicy Imperium Osmańskiego, Stambule odbyła się koronacja Sulejmana I Wspaniałego na Sułtana Imperium Osmańskiego
- 23 października – w Akwizgranie Karol V koronował się na króla Niemiec.
- 1 listopada – w czasie swej wyprawy dookoła świata Ferdynand Magellan wpłynął do cieśniny nazwanej później jego imieniem (początkowo Cieśniny Wszystkich Świętych).
- 4 listopada – Chrystian II został koronowany na króla Szwecji.
- 9 listopada – krwawa łaźnia sztokholmska: egzekucja 82 magnatów szwedzkich, dokonana przez duńskich najeźdźców.
- 28 listopada – wyprawa kierowana przez Ferdynanda Magellana wpłynęła na ocean, który Magellan nazwał Morzem Spokojnym.
- 10 grudnia – Reformacja: w Wittenberdze Marcin Luter publicznie spalił papieską bullę Exsurge Domine, wzywającą go do odwołania 95 tez.

## Urodzili się
- 22 lutego – Fryderyk III, książę legnicki (zm. 1570)
- 10 maja – Stanisław Karnkowski, prymas Polski, sekretarz wielki koronny, sekretarz królewski (zm. 1603)
- 9 czerwca - Constantin Ferber I, burmistrz Gdańska (zm. 1588)
- 29 czerwca – Mikołaj Factor, hiszpański franciszkanin, błogosławiony (zm. 1583)
- 1 sierpnia – Zygmunt II August, wielki książę litewski i król Polski (zm. 1572)
- 10 sierpnia – Magdalena de Valois, księżniczka francuska i królowa Szkocji jako żona Jakuba V (zm. 1537)
- 6 grudnia – Barbara Radziwiłłówna, królowa Polski, wielka księżna litewska jako żona Zygmunta Augusta (zm. 1551)
- grudzień – Salwator z Horty, hiszpański franciszkanin, święty katolicki (zm. 1567)

- data dzienna nieznana: 
  - Sosan Taesa, koreański mistrz sŏn (jap. zen) (zm. 1604)

## Zmarli
- luty – Michał z Bystrzykowa, polski teolog i filozof (ur. ok. 1450)
- 6 kwietnia – Rafael Santi, słynny włoski malarz i architekt, jeden z twórców włoskiego Renesansu (ur. 1483)
- 8 maja – Anna Jagiellonka, polska królewna (ur. 1515)
- 30 czerwca – Montezuma II, ostatni władca Azteków (ur. 1466)
- 2 sierpnia – Jan V Thurzo, od 1501 biskup wrocławski (ur. 1466)
- 22 września – Selim I Groźny, od 1512 sułtan Turcji Osmańskiej (ur. 1470)

- data dzienna nieznana: 
  - Cuitláhuac, dziesiąty tlatoani (władca) Azteków (Méxicas) (ur. 1476)